# Frailea castanea
Frailea castanea är en kaktusväxtart som beskrevs av Curt Backeberg. Frailea castanea ingår i släktet Frailea och familjen kaktusväxter. Inga underarter finns listade i Catalogue of Life.

## Bildgalleri

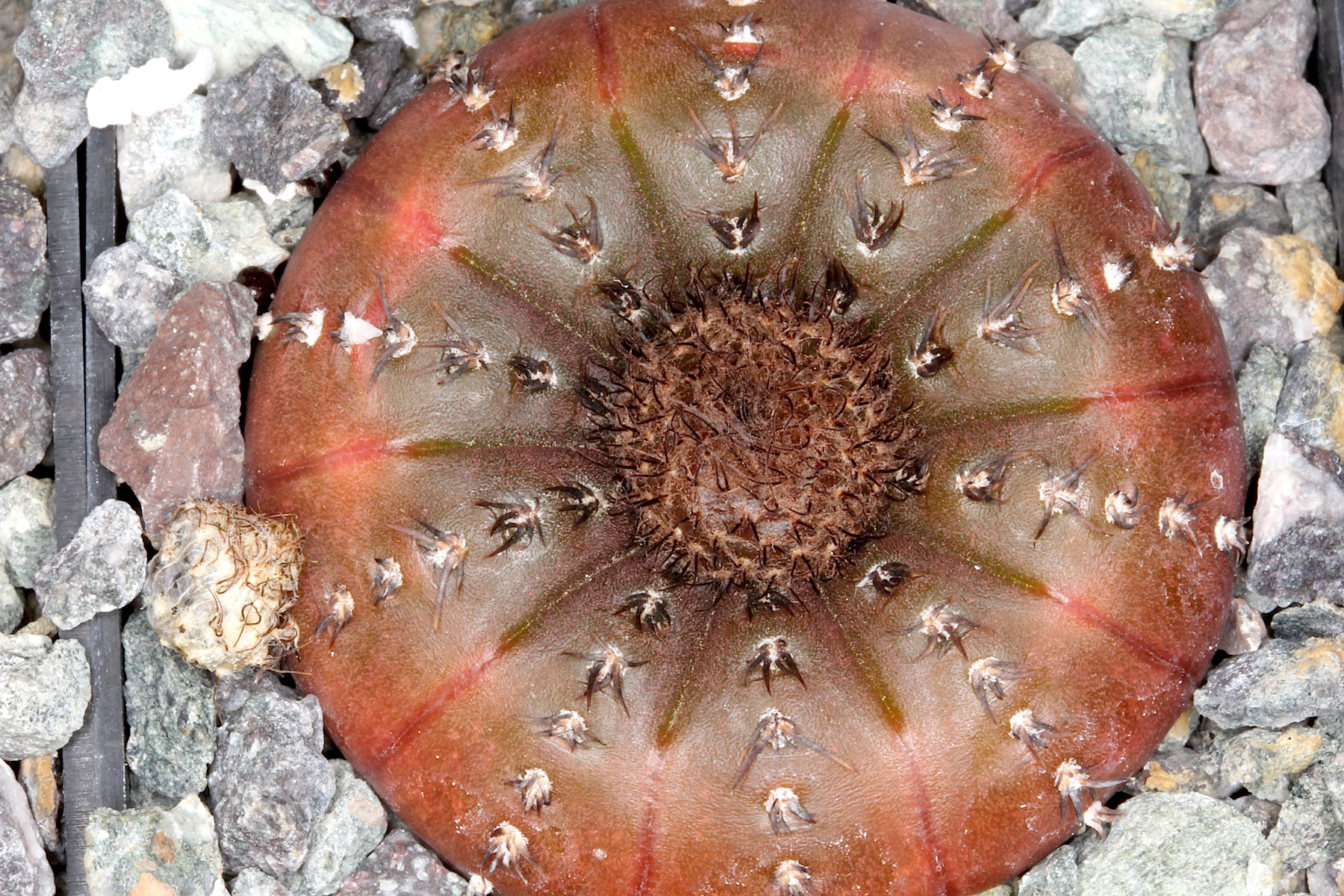
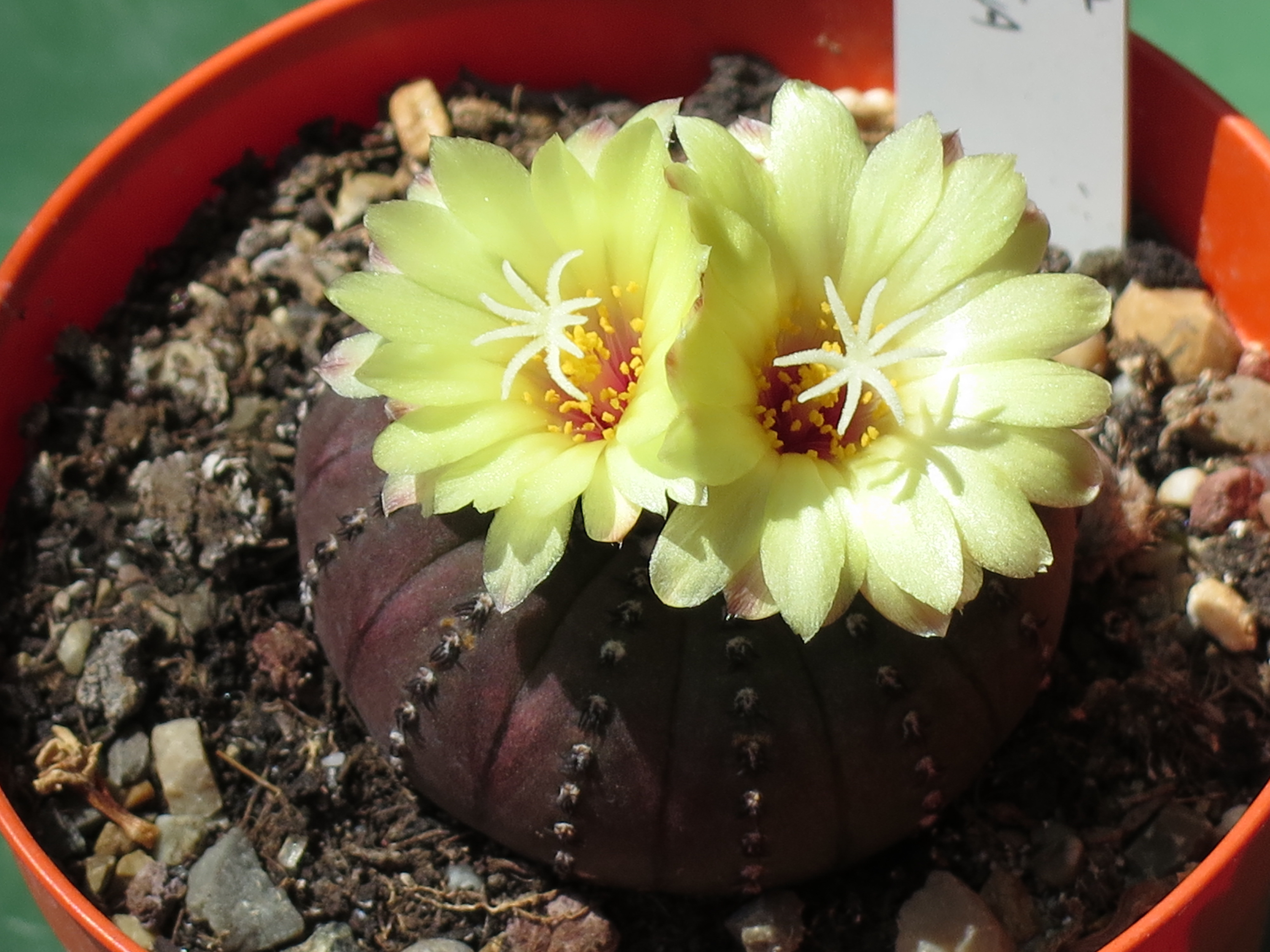
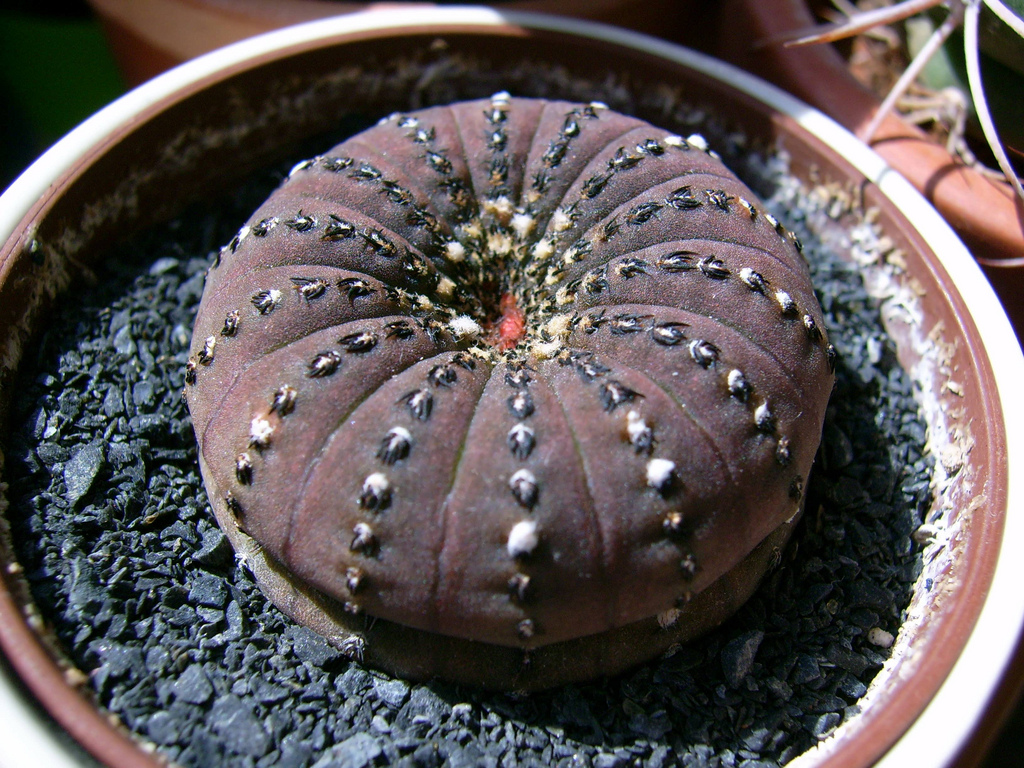
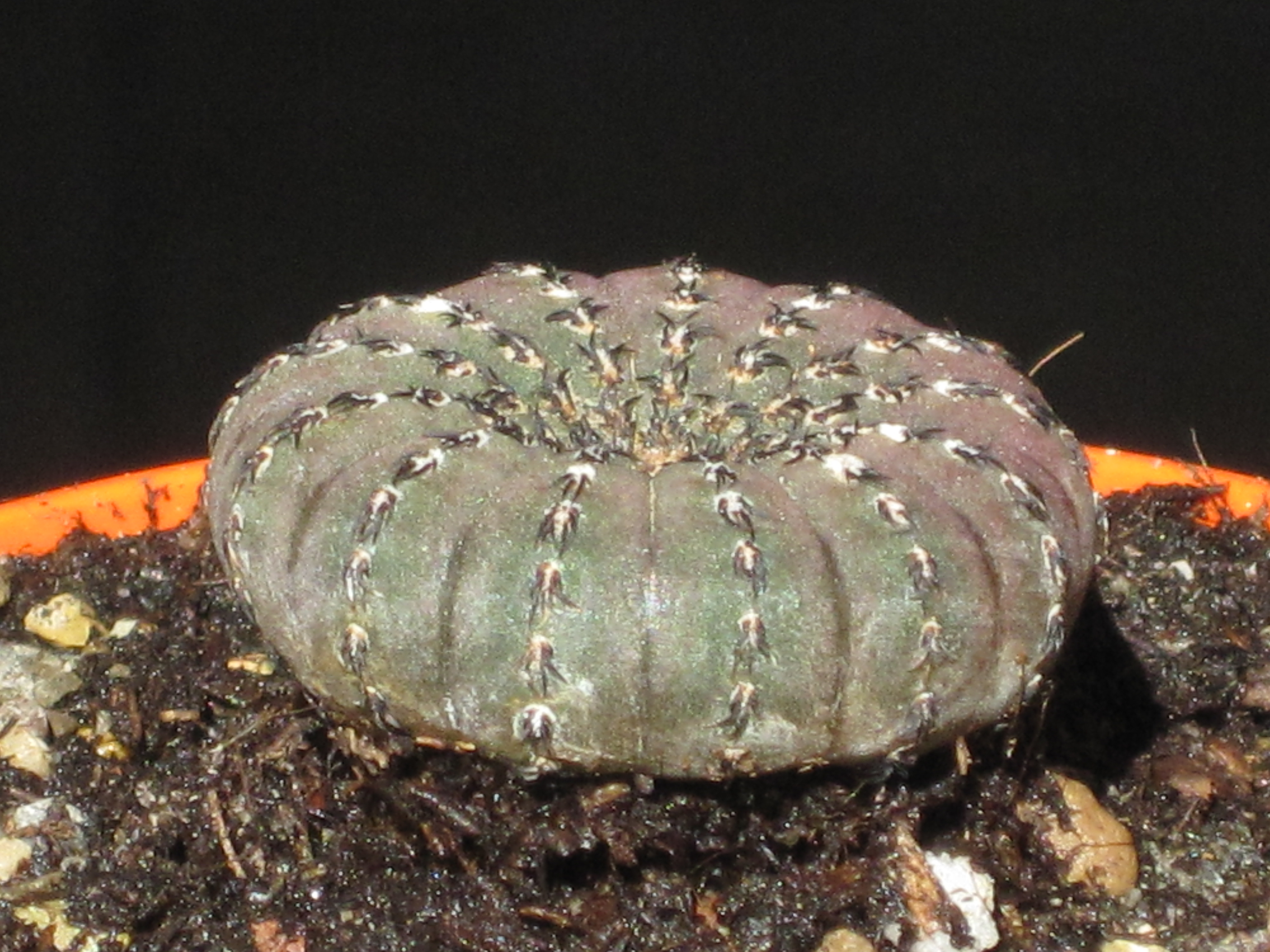
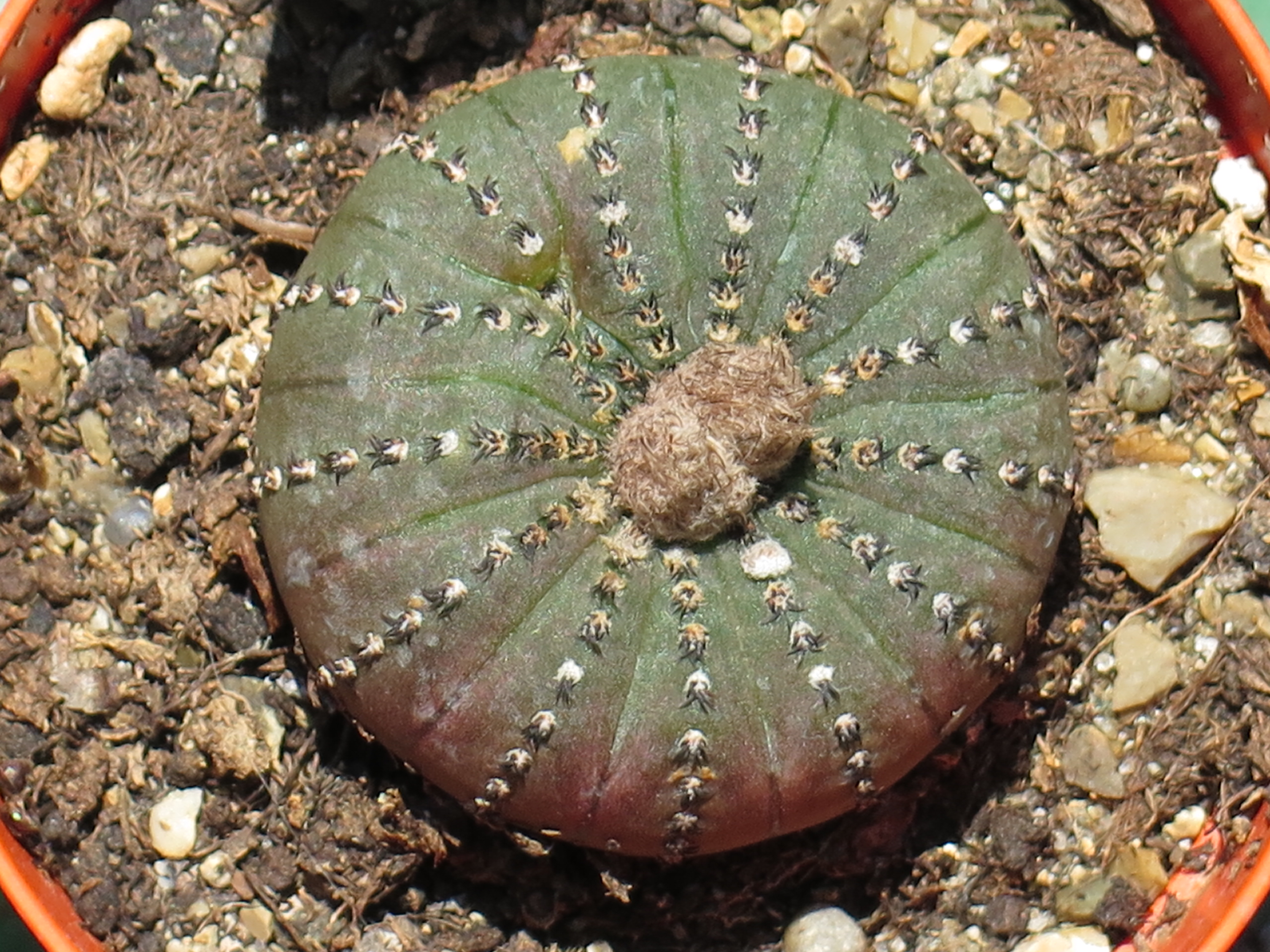
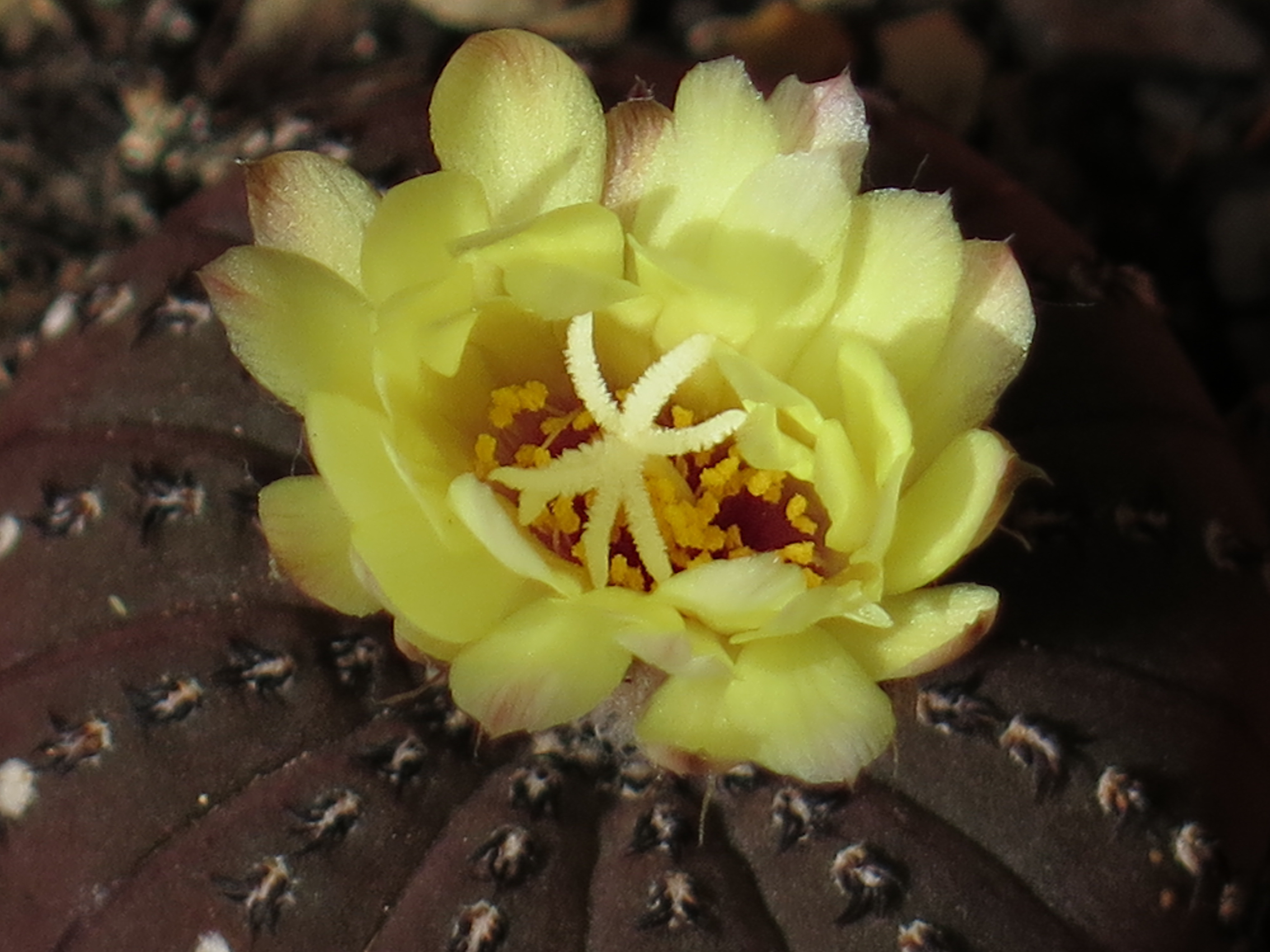